# Wappen Aserbaidschans
Das aktuelle Wappen der Republik Aserbaidschan wurde im Jahre 1991 angenommen. Es basiert auf dem Wappen der Demokratischen Republik Aserbaidschan, das 1918 angenommen wurde. Es weist die Farben der Nationalflagge Blau-Rot-Grün auf. Außerdem ist es auf der Präsidentenflagge abgebildet.

## Symbolik
Das Staatswappen Aserbaidschans zeigt einen acht zackigen, weißen Stern auf einer goldgefaßten Scheibe mit Ringen in den Nationalfarben. Auf dem blauen Ring sind acht goldene Scheiben. Im Innern befindet sich ein weißer Stern, in welchem vier Flammen züngeln. Unter der Scheibe liegen Eichenäste und Weizenähren.
Die roten Flammen des Wappens stehen für die Revolution des Jahres 1918, bei der die Demokratische Republik Aserbaidschan geschaffen wurde; ferner für eine der Herkunftsbedeutungen des Landesnamens Aserbaidschan, in der Aserbaidschan für Land des Feuers steht.
Die acht Zacken des Sternes und die acht goldenen Scheiben stehen für die alten Völkerschaften, aus denen die heutige aserbaidschanische Staatsnation gebildet wurde. Die Eichenäste und die Weizenähren stehen für den Waldreichtum und für die Landwirtschaft des Landes.
- Die Farbe Blau steht für die Gemeinschaft der Turkvölker, zu denen auch die Aserbaidschaner gezählt werden; ferner auch für den weiten Himmel Aserbaidschans.
- Die Farbe Rot steht für die Demokratie und progressive Werte.
- Die Farbe Grün steht für den Islam, der in Aserbaidschan die vorherrschende Religion ist.
- Die Farbe Gold bzw. Gelb symbolisiert die ehemalige Goldene Horde; dieser unterstand einst der Norden des Landes. Sie steht aber auch für die goldene Zukunft des Landes.

Das Wappen der Demokratischen Republik Aserbaidschan 1918–1920
Das Wappen der Aserbaidschanischen SSR 1937–1992